# حمى الربيع (فلم 1919)
 حمى الربيع هو فيلم كوميدي قصير من إنتاج عام 1919 من إخراج هال روتش وبطولة هارولد لويد.

## أحداث القصة
هارولد موظف مكتب يتشتت عقله عن مهامه الكتابية الدنيوية بسبب الطقس الجميل. نظرًا لعدم قدرته على مقاومة جاذبية الحديقة في يوم ربيعي جميل، يخرج "هارولد" من وظيفته. يلاحقه زملاء المكتب الغاضبون ورئيسه في الحديقة. سرعان ما تزعج تصرفات هارولد المرحة في الحديقة العديد من الأشخاص، مما يتسبب في بدء حشد كبير من الغوغاء في مطاردته. أثناء اختبائه في بعض الشجيرات، يقابل هارولد بيبي التي تختبئ هي نفسها من خاطب غير مرغوب فيه (سنوب). يهاجم الغوغاء سنوب معتقدين أنه هارولد. يهرب بيبي وهارولد بهدوء إلى محل آيس كريم حيث لا يملك هارولد ما يكفي من المال لدفع ثمن الحلوى. يحاول هارولد بعض الحيل الإبداعية لتجنب دفع الفاتورة. في النهاية، يخدع هارولد النادلة ويظن أن سنوب الذي لا يزال مترنحًا قد وافق على دفع ثمن تذكرته. ينتهي الفيلم في حديقة بيبي، حيث يتعانق هارولد وبيبي كزوجين جديدين. 

## طاقم الممثلين
- هارولد لويد في دور الصبي
- ازدراء بولارد في دور الخاطب غير المرحب به (مثل هاري *بولارد)
- بيبي دانيلز في دور الفتاة
- جورج ك. آرثر
- راي بروكس
- سامي بروكس في دور الرجل القصير في الحديقة
- ليج كونلي - (مثل ليج كروملي)
- والاس هاو
- برعم جاميسون
- مارك جونز كرجل على مقاعد البدلاء
- دي لامبتون في دور الرجل السمين على مقاعد البدلاء
- جوس ليونارد في دور الرئيس
- فريد سي. نيوماير في دور عامل مكتب / رجل عجوز يستخدم عصا
- إي جيه. ريتر
- تشارلز ستيفنسون في دور رجل مكافحة النحل المشغول
- نوح يونغ كموظف مكتب ذو شارب كبير